# Shelby (Nueva York)
Shelby es un pueblo ubicado en el condado de Orleans en el estado estadounidense de Nueva York. En el año 2000 tenía una población de 5,420 habitantes y una densidad poblacional de 45 personas por km².

## Geografía
Shelby se encuentra ubicado en las coordenadas 43°12′32″N 78°23′32″O / 43.20889, -78.39222.

## Demografía
Según la Oficina del Censo en 2000 los ingresos medios por hogar en la localidad eran de $34,091 y los ingresos medios por familia eran $40,972. Los hombres tenían unos ingresos medios de $32,087 frente a los $21,299 para las mujeres. La renta per cápita para la localidad era de $17,154. Alrededor del 13.7% de la población estaban por debajo del umbral de pobreza.